# Paul Valjean
Paul Valjean (* 31. März 1935 in den Vereinigten Staaten; † 22. Juni 1992 in Dänemark) war ein US-amerikanischer Choreograf, Tänzer und Schauspieler, der seit 1960 in Dänemark lebte.

## Biografie
Valjean hatte eine Ausbildung als Musiker absolviert und wurde dann Tänzer. 1960 kam er für einen einwöchigen Studienaufenthalt nach Dänemark und blieb dann für den Rest seines Lebens dort. Zunächst tanzte er als Pantomime, danach in verschiedenen Bereichen mit einer Vorliebe für das Underground- und Suspense-Theater. Dem deutschen Publikum wurde er insbesondere durch die Verfilmung von Henry Millers Roman Stille Tage in Clichy im Jahr 1970 bekannt, in dem er die Hauptrolle erhielt.

## Filmografie

### Darsteller
- 1966: Flagermusen
- 1970: Stille Tage in Clichy (Stille dage i Clichy) als Joey
- 1977: Nyt legetøj als Hotelportier

### Choreograf
- 1975: Gas (Dokumentarfilm)
- 1981: Dansk naturgas (Fernsehserie)

### Ballett-Direktor
- 1970: Svend, Knud og Valdemar